# Joacim Ødegård Bjøreng
Joacim Ødegård Bjøreng est un sauteur à ski norvégien, né le 14 décembre 1995. 

## Biographie
Licencié au club Røykenhopp, Bjøreng dispute ses premières compétitions internationales lors de l'hiver 2013-2014 dans la Coupe FIS (6e pour ses débuts), puis gagne deux concours à Notodden lors de la série estivale. Il commence alors à participer à la Coupe continentale l'hiver suivant, se classant d'abord dans le top dix à Engelberg, puis prenant la troisième place du concours à Planica pour son premier podium à ce niveau. Quelques semaines plus tard, il se rend à Almaty pour disputer les Championnats du monde junior, où il est performant avec une septième place en individuel et une médaille d'or par équipes avec Halvor Egner Granerud, Phillip Sjøen et Johann Andre Forfang. Il est alors convié pour l'étape de Coupe du monde de vol à ski, à Vikersund (36e rang).
Il s'illustre sur une compétition de niveau élite lors du Grand Prix d'été 2015, marquant ses premiers points avec une 17e place à Tchaïkovski. En février 2016, il retourne à Vikersund, pour atterrir au 28e rang, ce qui l'attribue ses premiers points pour la Coupe du monde, pour laquelle il est appelé en ouverture de la saison 2016-2017 à Kuusamo, pour sa première manche hors de Norvège. S'il gagne son deuxième concours estival de Coupe continentale en 2016 à Lillehammer, il doit attendre près de quatre pour renouer avec la victoire en s'imposant à Brotterode en février 2020. Entre-temps, le Norvégien réalise sa meilleure performance au Grand Prix à l'été 2018 au grand tremplin de Courchevel (dixième final).

## Palmarès

### Coupe du monde
- Meilleur classement général : 71e en 2016.
- Meilleur résultat individuel : 28e.

#### Classements en Coupe du monde
| Année     | Classement général final |
| 2015-2016 | 71e                      |

### Championnats du monde junior
- Almaty 2015 :
  -  Médaille d'or du concours par équipes.

### Coupe continentale
- 8 podiums, dont 3 victoires.